# Petrothermale Geothermie

Das Prinzip der Nutzung von Petrothermaler Geothermie

Die Petrothermale Geothermie (altgriech. petros: Gestein) ist eine Teilgebiet der tiefen Geothermie, mit der das Energiepotential von Gesteinsschichten auch in Regionen erschlossen werden kann, in denen kein Thermalwasser vorhanden ist. Das Potential petrothermaler Geothermie wird um den Faktor 10 höher eingeschätzt als das der heute vorherrschenden hydrothermalen Geothermie.

## Geschichte
Anfang der 1970er Jahre hat die Vorstellung vorgeherrscht, dass intaktes Gestein homogen und trocken sei. Durch umfangreiche Fracking-Maßnahmen sollten künstlichen Rissen erzeugt und das Gestein als Wärmeübertrager nutzbar gemacht werden. Alle bisherigen Tiefbohrungen haben jedoch gezeigt, dass die obere Erdkruste mindestens „feucht“, manchmal auch „nass“ ist und grundsätzlich bereits mehr oder weniger stark geklüftet ist. Viele Untersuchungen haben gezeigt, dass die erzielte Durchlässigkeit des Gesteins überwiegend nicht auf die Erzeugung neuer Risse, als vielmehr auf die Erweiterung und den Versatz vorhandener Klüfte zurückzuführen ist.

## Begriffsentwicklung
Durch diese Erkenntnisse hat sich auch der Sprachgebrauch gewandelt und im Lauf der Zeit zu einer Vielzahl von Begriffen geführt:
- Hot-Dry-Rock-Verfahren (HDR): Die Idee Strom mit Hilfe der Wärmeenergie aus der Tiefe der Erdkruste zu erzeugen, auch wenn keine wasserführenden Schichten genutzt werden können, wurde Anfang der 1970er Jahre in Fenton Hill im Los Alamos National Laboratory (New Mexico/USA) geboren. Das heiße und wasserundurchlässige Gestein wurde hydraulisch aufgebrochen (Fracking) und so durchlässig gemacht.[2][3][4] Das HDR-Verfahren wurde ursprünglich in der Öl- und Gasförderung entwickelt und wurde im Fenton-Hill-Projekt in die Geothermie übertragen.[1]
- Mit Deep Heat Mining (DHM) sollte das Potential in Gebieten ausgeschöpft werden, die nicht über Hochtemperatur-Felder verfügen, wie sie in Island, Italien und USA anzutreffen sind und es sollte gleichzeitige Strom und Wärme erzeugt werden.[5][6] Deep Heat Mining Basel ist die offizielle Projekt-Bezeichnung des Pilotprojekts in Kleinhüningen (Basel).[5]
- Der in diesem Schweizer Projekt synonym verwendete Begriff Hot-Fractured-Rock-Verfahren (HFR) macht deutlich, dass im Gegensatz zum Hot-Dry-Rock-Verfahren davon ausgegangen wurde, nicht auf soliden Fels, sondern auf Riss-Systeme zu stoßen.[5]
- Beim Hot-Wet-Rock-Verfahren (HWR) ist wie bei der hydrothermalen Geothermie Thermalwasser im Untergrund vorhanden, das jedoch erst durch Stimulation der wasserführenden Schichten wirtschaftlich zu fördern ist.[7]
- Enhanced Geothermal System (EGS) ist die heute international gebräuchliche Bezeichnung für die petrothermale Geothermie, wobei „enhanced“ (engl.: verbessert) für stimulierte geothermische Systeme steht.[8] Oft werden petrothermale Systeme und EGS gleichgesetzt.[9][1]
- Der Begriff Engineered Geothermal System (abgekürzt ebenfalls mit EGS) ist ein Synonym für Enhanced Geothermal System, der insbesondere für Projekte verwendet wird, in denen die Erdwärme aus Sedimentgestein genutzt werden soll.[1]
- Auch der Begriff Stimulated Geothermal System (SGS) wird als Synonym zu Enhanced Geothermal System verwendet, obwohl auch hydrothermale Systeme mitunter stimuliert werden und es deshalb leicht zu Verwechselungen kommen kann.

Die Begriffe Hot-Dry-Rock, Hot-Wet-Rock und Deep Heat Mining gelten nicht mehr als aktuell.
Zusammenfassend: Je mehr die ersten Hot-Dry-Rock-Projekte gezeigt haben, dass in tiefen Gesteinsschichten Kluft-Zonen verbreitet sind, die mitunter auch große Mengen an Thermalwasser enthalten können, hat sich die Bezeichnung Enhanced Geothermal Systems durchgesetzt.

## Stimulation der Gesteins-Durchlässigkeit
Durch Einpressen von Wasser können vorhandene Klüfte geöffnet werden.
Das entstehende System von wasserdurchlässigen Klüften und Rissen im Gestein wird geothermisches Reservoir genannt. Die durch die Stimulation ausgelösten Mikrobeben können mit entsprechenden Sensoren lokalisiert werden und geben dadurch Aufschluss, in welche Richtung sich das Reservoir entwickelt. Dieses Wissen ermöglicht die Planung der genauen Lage der Förderbohrung.
Der Erfolg einer Stimulation hängt davon ab, dass Bewegungen entlang der vorhandenen Klüfte und Risse erzeugt werden, also kleine Versatzbewegungen entlang der Kluftflächen ausgelöst werden. Da nach dem Beenden der Stimulation beide Seiten dieser Flächen nicht mehr passgenau gegenüber liegen, bleibt die Wasserdurchlässigkeit dauerhaft erhalten.
Hauptsächlich geht es bei der Stimulation um hydraulische Stimulation, also um Wasser, dass mit einem Druck von bis zu 150 bar in das Gestein eingebracht wird. Dieser Druck ist um den Faktor 10 geringer als der Druck, der beim Aufbrechen von Schiefergas-Schichten genutzt wird. Bei der Beurteilung dieses Druckes ist zu berücksichtigen, dass in zwei Kilometer Tiefe ein Gebirgsdruck von ca. 200 bar herrscht. Alle 100 Meter erhöht er sich um 10 bar.
Durch stufenweises Aufbauen und langsames Verringern des Wasserdrucks wird versucht, die seismische Auswirkungen der Stimulation kontrollieren zu können. Das Verfahren, in voneinander isolierten Bereichen abschnittsweise ein Reservoire zu erschließen, soll dem gleichen Ziel dienen.
Neben hydraulischer Stimulation gibt es auch die chemische Stimulation. Hier werden Säuren verwendet, um das Bohrloch zu reinigen oder die Wasserdurchlässigkeit in Karbonatgestein zu steigern.
Selten wird die thermische Stimulation eingesetzt, bei der kaltes Wasser in das heiße Gestein eingebracht wird, um eine Mikroklüftung zu erzeugen.

## Abgrenzung zu Hydrothermaler Geothermie
Die Unterteilung in hydrothermale und petrothermale Geothermie ist nicht trennscharf, da mitunter auch in hydrothermalen Projekten mit Stimulation gearbeitet wird, um die Ausbeute zu steigern.
Aus diesem Grund schlägt der Bundesverband Geothermie eine eindeutige Definition für die petrothermale Geothermie vor:
- Zunächst sehr geringe Durchlässigkeit des Gesteins (Permeabilität von weniger als 10−14 m²)
- Zunächst sehr geringe natürliche Ergiebigkeit (Produktionsindex von kleiner als PI = 10−2 m3/(MPa.s))
- Verbesserung der Ergiebigkeit durch Stimulations-Verfahren um mindestens den Faktor zwei.

## Abgrenzung zu Advanced Geothermal Systems
In Advanced Geothermal Systems wird der Weg durch das Untergrundgestein gebohrt. Dadurch entsteht kein u. U. schwer abzugrenzendes Reservoir, sondern ein geschlossener Kreislauf. Deshalb wird das Verfahren auch Closed-Loop-Verfahren genannt.

## Kraftwerke
Im Jahr 2016 wurde mit dem Geothermiekraftwerk Soultz-sous-Forêts eine ehemalige wissenschaftliche Versuchsbohrung in den kommerziellen Betrieb überführt.
Ehemalige petrothermale Projekte:
- Rosemanowes Quarry (UK) – 1991 wegen zu geringem Ergiebigkeit eingestellt[24]
- Le Mayet-de-Montagne (F) – Die Aktivitäten endeten 1994.[25]
- Fenton Hill (USA) – 1996 aus Kostengründen eingestellt[2]
- Hijiori (Nord-Honshu, Japan) – Wegen geringer Fördermenge und hoher Mengen an Mineralien wurden die Aktivitäten im Jahr 2002 eingestellt.[2]
- Bad Urach – 2004 ist die Anschlussfinanzierung gescheitert, die Bohrungen in Bad Urach werden jetzt genutzt um Thermalwasser zu fördern.[26][27]
- Ogachi (Japan) – Versuchsbohrung dessen Finanzierung 2004 ausgelaufen ist.[28]
- Basel (CH) – 2010 eingestellt, nachdem es zu spürbaren Erderschütterungen gekommen ist.[29]
- Groß Schönebeck – Der Betrieb der Forschungs-Bohrung ruht, es soll ein neues Konzept erarbeitet werden (Stand 2016)[30]
- Pohang (Südkorea) – 2017 lösten massive Stimulationen in einer zuvor unentdeckten Bruchfläche ein Erdbeben der Magnitude 5,5 aus.[31][32]
- Habanero-Projekt im Hunter Valley, Cooperbecken (AUS) – Mit dem Bohrloch Habenero 4 wird eine Pilotanlage mit 1 MWe betrieben.[33] Die Anlage ist geographisch sehr weit entfernt von potentiellen Energie-Abnehmern.[34]
- Horstberg (Dreilingen) – In der Forschungsbohrung wird aktuell (2023) nach Lithium gesucht.[35]

## Risiko induzierter Seismizität
Jede Aufdehnung von Klüften erzeugt Mikrobeben von meist nicht wahrnehmbarer Stärke. Gefahr geht von größeren Beben aus, die entstehen können, wenn vorhandene Verwerfungen, die unter Druck stehen, in Bewegung geraten. Erdbeben treten auf, wenn die durch großräumige tektonische Bewegungen aufgebaute Spannung die Scherfestigkeit von Störzonen übersteigt und zu ruckartigen Verschiebungen der beiden Seiten einer Verwerfungen führt.
Aus Finnland wird berichtet, dass die Behörden im dortigen Geothermie-Projekt „St1 Deep Heat Oy“ die Auflage erlassen haben, lediglich Mikrobeben bis zu Magnitude zwei zuzulassen (Einstufung: „nicht fühlbar“). Durch zeitnahe Messungen nahe an der Echtzeit und durch fallweises Reduzierung der injizierten Menge an Wasser konnte diese Auflage eingehalten werden.
Deshalb wird in der Steuerung der induzierten Seismizität durch zeitnahes Zurückfahren der Stimulation der Schlüssel für die Akzeptanz der petrothermalen Geothermie gesehen.